# Santiago Nsobeya Efuman
Santiago Nsobeya Efuman Nchama (Nkim Esabua, Añisoc, 1949 - Malabo, 8 de julio de 2020) fue un político y diplomático ecuatoguineano del Partido Democrático de Guinea Ecuatorial.

## Trayectoria
Recibió formación en traducción en El Cairo (Egipto), donde coincidió con el también futuro diplomático ecuatoguineano Agustín Nze Nfumu. Esta formación le permitió trabajar en los servicios de protocolo del entonces Ministerio de Relaciones Exteriores y Amistad con los Pueblos, tras regresar a su país.
Durante la dictadura de Francisco Macías fungió como Jefe de Protocolo, y posteriormente como Comisario de Enseñanza Revolucionaria. Además, se desempeñó como agente de los servicios de seguridad del régimen.
Durante el golpe de Estado de 1979 formó parte de las fuerzas militares leales al gobierno. Tras el éxito del golpe fue detenido y sometido a un proceso judicial en el que fue sentenciado a seis años de prisión, para luego ser indultado por la nueva administración del país liderada por Teodoro Obiang Nguema al cabo de menos de un año. A partir de entonces se integró al gobierno, asumiendo en 1981 como secretario de la Delegación del Gobierno en Akonibe, para luego ser destinado a Evinayong y Malabo.
Ejerció como encargado de negocios de Guinea Ecuatorial en España, y posteriormente como Embajador hasta 1999.
En 1999 fue nombrado Ministro de Asuntos Exteriores, cargo en el cual negoció un acuerdo de fronteras marítimas con Nigeria, cuyo objetivo era resolver las disputas sobre la perforación de petróleo en alta mar.
En abril de 2007 fue nombrando Ministro de Información, Cultura y Turismo.
En julio de 2013 fue nombrado Segundo Vicepresidente de la Cámara de los Diputados. En enero de 2014, fue elegido como uno de los 24 Asesores Especiales del Secretario General del Partido Democrático de Guinea Ecuatorial, Jerónimo Osa Osa Ecoro. Desde marzo de 2014 hasta su muerte, fue el Primer Vicepresidente de la  Cámara de los Diputados.
Desde junio de 2015 hasta su muerte fue Presidente del Parlamento de la Comunidad Económica y Monetaria de África Central (CEMAC).
En paralelo a su carrera política, se desempeñó como CEO de la compañía aérea CEIBA Intercontinental.
Falleció en Malabo el 8 de julio de 2020, a la edad de 70 años. Tras su fallecimiento, el gobierno ecuatoguineano decretó tres días de duelo nacional.